# 梁埈赫
梁 埈赫（ヤン・ジュンヒョク、朝鮮語: 양준혁、1969年5月26日 - ）は、大韓民国・大邱広域市中区出身の元プロ野球選手（外野手）。左投げ左打ち。現役時代に所属していたサムスン・ライオンズでの背番号10は、同球団の永久欠番となっている。

## 経歴

### アマチュア時代
嶺南大学校の4年生だった1991年シーズンオフ、地域優先ドラフトで出身高校の所在地を保護地域で持つサムスン・ライオンズの指名を受けられず、ウェーバー方式で行われる2次ドラフトに流され、前年最下位だったサンバンウル・レイダースの指名を受けた。この時代の三星は打線に比べて投手陣が手薄だったため、地域優先ドラフトで左腕投手でもある金泰漢（キム・テハン）を指名した。
サンバンウルから巨額の契約金のオファーを受けたが、故郷である大邱市でプレイすることを希望してサンバンウルへの入団を拒否する。大学卒業後、兵役を遂行するため入隊して韓国国軍体育部隊（尚武フェニックス）に配属された。

### 第一次サムスン時代
1年後、再びドラフトに出て地域優先ドラフトでサムスン・ライオンズの指名を受け、1993年に入団。この一連の入団の過程で、金泰漢と梁埈赫のどちらも逃したくなかったサムスンとの密約説が囁かれた。
1年目からレギュラー選手として出場し、首位打者と新人王を獲得するなど、主力の一人として活躍。

### ヘテ時代
1999年、梁は選手会の問題で球団と対立し、林昌勇との交換で黄斗聖などとともに3対1でヘテ・タイガースにトレードされた。

### LG時代
翌2000年にはヘテの財政難でLGツインズにトレードされた。
LGでは主力として活躍し、2001年シーズン後にFAを行使した。

### 第二次サムスン時代
2001年オフ、古巣サムスンに復帰した。
2007年6月には韓国史上初の個人通算2000本安打を達成し、当時の打席、四球など複数の部門における韓国プロ野球個人通算記録保持者ともなった。
だが2008年は負傷以外でプロ入り後初めて2軍降格を経験し、連続2桁本塁打も15年で途切れる。
2009年4月14日のハンファ戦で、通算340号本塁打を記録し、張鍾熏（チャン・ジョンフン）の個人通算本塁打記録に並んだ（現在の記録保持者は李承燁）。しかしその直後、故障で2軍に降格した。故障から復帰した5月9日のLGツインズ戦では341号本塁打を記録して、張鍾熏を抜いて韓国プロ野球の個人通算最多本塁打記録者になった。さらに7月14日の斗山ベアーズ戦では史上初の通算350号本塁打も達成した。
40歳となり、2009年は故障もあってプロ17年間で初めて出場試合数が100を切り、規定打席にも達せず100安打未満に終わった。
1966年生まれの宋津宇などの引退で、41歳となった2010年には韓国プロ野球界最年長選手となった。
2010年6月3日の起亜戦では通算試合出場数を2112に伸ばし、金敏宰の記録を抜いて通算出場試合の最多記録を更新した（現在の記録保持者は鄭成勲である）。7月24日のオールスター戦にも41歳で出場し、最年長出場記録を更新しただけでなく3点本塁打まで打ちファンたちを大いに興奮させた。
7月26日、同年限りでの現役引退を発表し9月19日大邱市民運動場野球場で梁の盛大な引退試合が行われ、背番号10はサムスンの永久欠番となった。

### 引退後
2011年からは韓国のスポーツ専門チャンネル、SBS ESPNで野球解説者として活動し、バラエティ番組などにも出演している。
また野球普及のための財団、少年野球チームなどを設立するなど慈善事業を幅広く展開している。

## プレースタイル・人物
大柄な体格で蟹股に構え、スイング後のフォロースルーの際に両手をあげるような独特の打法は「万歳打法」と呼ばれて野球ファンたちに大変な人気があった。
J・ガイルズ・バンドの「Come Back」を原曲とする「ウィプンダンダン（威風堂々）」で始まる応援テーマは当時のサムスンの応援で最も盛り上がるものの一つだった。 
個性的な打法だけでなく、バットコントロールも巧みで通算本塁打数の割に三振が少なく選球眼もよいため出塁率が高い。卓越した打撃技術を生かし、梁もこれまで韓国では4度の首位打者に輝いている。なお韓国プロ野球史上、初めて2回サイクルヒットを達成している。
主なポジションは入団初期はファースト、その後はライト、レフトとポジションを移し40歳を超えてからは指名打者での出番が多かった。
私生活的な面では芸能人並みの口達者で、バラエティ番組に出演することもしばしば。
釣りが趣味で、プライベートな時間が取れたら必ず釣りに行くという。その腕前も相当なものらしく、ケーブル局の釣り番組に出演した経歴もあるほどである。

## 詳細情報

### 年度別打撃成績
| 年 度     | 球 団     | 試 合 | 打 席 | 打 数 | 得 点 | 安 打 | 二 塁 打 | 三 塁 打 | 本 塁 打 | 塁 打 | 打 点 | 盗 塁 | 盗 塁 死 | 犠 打 | 犠 飛 | 四 球 | 敬 遠 | 死 球 | 三 振 | 併 殺 打 | 打 率 | 出 塁 率 | 長 打 率 | O P S |
| --------- | --------- | ----- | ----- | ----- | ----- | ----- | -------- | -------- | -------- | ----- | ----- | ----- | -------- | ----- | ----- | ----- | ----- | ----- | ----- | -------- | ----- | -------- | -------- | ----- |
| 1993      | サムスン  | 106   | 456   | 381   | 82    | 130   | 27       | 1        | 23       | 228   | 90    | 4     | 9        | 0     | 6     | 61    | 6     | 8     | 40    | 7        | .341  | .436     | .598     | 1.035 |
| 1994      | サムスン  | 123   | 496   | 427   | 62    | 128   | 21       | 1        | 19       | 208   | 87    | 15    | 4        | 1     | 5     | 63    | 7     | 0     | 42    | 7        | .300  | .386     | .487     | .873  |
| 1995      | サムスン  | 125   | 527   | 438   | 81    | 137   | 34       | 1        | 20       | 233   | 84    | 8     | 2        | 0     | 6     | 77    | 8     | 6     | 50    | 7        | .313  | .418     | .532     | .949  |
| 1996      | サムスン  | 126   | 530   | 436   | 89    | 151   | 33       | 2        | 28       | 272   | 87    | 23    | 18       | 0     | 5     | 82    | 8     | 6     | 76    | 4        | .346  | .452     | .624     | 1.076 |
| 1997      | サムスン  | 126   | 561   | 442   | 94    | 145   | 32       | 5        | 30       | 277   | 98    | 25    | 17       | 0     | 10    | 103   | 27    | 7     | 75    | 7        | .328  | .455     | .627     | 1.082 |
| 1998      | サムスン  | 126   | 552   | 456   | 80    | 156   | 30       | 1        | 27       | 269   | 89    | 15    | 14       | 0     | 3     | 87    | 26    | 5     | 69    | 14       | .342  | .450     | .590     | 1.040 |
| 1999      | ヘテ      | 131   | 588   | 496   | 96    | 160   | 23       | 1        | 32       | 281   | 105   | 21    | 12       | 1     | 4     | 82    | 7     | 5     | 68    | 14       | .323  | .421     | .567     | .987  |
| 2000      | LG        | 117   | 514   | 432   | 79    | 135   | 30       | 2        | 15       | 214   | 92    | 15    | 4        | 0     | 3     | 73    | 4     | 5     | 65    | 6        | .313  | .415     | .495     | .911  |
| 2001      | LG        | 124   | 531   | 439   | 79    | 156   | 20       | 3        | 14       | 224   | 92    | 12    | 5        | 2     | 8     | 80    | 4     | 1     | 55    | 9        | .355  | .499     | .510     | .959  |
| 2002      | サムスン  | 132   | 437   | 391   | 60    | 108   | 23       | 2        | 14       | 177   | 50    | 2     | 3        | 0     | 1     | 39    | 3     | 5     | 56    | 9        | .276  | .349     | .453     | .801  |
| 2003      | サムスン  | 133   | 551   | 490   | 90    | 161   | 37       | 2        | 33       | 301   | 92    | 2     | 5        | 4     | 2     | 49    | 2     | 6     | 49    | 13       | .329  | .395     | .614     | 1.009 |
| 2004      | サムスン  | 133   | 584   | 479   | 95    | 151   | 30       | 0        | 28       | 265   | 103   | 5     | 2        | 1     | 2     | 89    | 8     | 13    | 53    | 10       | .315  | .434     | .553     | .987  |
| 2005      | サムスン  | 124   | 463   | 394   | 61    | 103   | 15       | 1        | 13       | 159   | 50    | 10    | 3        | 0     | 2     | 62    | 5     | 5     | 44    | 16       | .261  | .367     | .404     | .771  |
| 2006      | サムスン  | 126   | 533   | 413   | 63    | 125   | 31       | 1        | 13       | 197   | 81    | 12    | 7        | 1     | 7     | 103   | 10    | 9     | 43    | 11       | .303  | .446     | .477     | .923  |
| 2007      | サムスン  | 123   | 544   | 442   | 78    | 149   | 34       | 0        | 22       | 249   | 72    | 20    | 8        | 1     | 2     | 91    | 15    | 7     | 44    | 12       | .337  | .456     | .563     | 1.019 |
| 2008      | サムスン  | 114   | 443   | 385   | 49    | 107   | 16       | 2        | 8        | 151   | 49    | 1     | 1        | 2     | 2     | 46    | 4     | 7     | 37    | 10       | .278  | .264     | .392     | .756  |
| 2009      | サムスン  | 82    | 322   | 249   | 51    | 82    | 16       | 0        | 11       | 131   | 48    | 3     | 4        | 1     | 5     | 63    | 4     | 4     | 24    | 7        | .329  | .464     | .526     | .990  |
| 2010      | サムスン  | 64    | 175   | 142   | 10    | 34    | 6        | 0        | 1        | 43    | 20    | 0     | 1        | 0     | 2     | 28    | 2     | 3     | 20    | 3        | .239  | .371     | .303     | .674  |
| KBO：18年 | KBO：18年 | 2135  | 8807  | 7332  | 1299  | 2318  | 458      | 25       | 351      | 3879  | 1389  | 193   | 119      | 14    | 73    | 1278  | 150   | 102   | 910   | 166      | .316  | .421     | .529     | .950  |

- 各年度の太字はリーグ最高、赤太字はKBOにおける歴代最高。

### 韓国での獲得タイトル・記録

サムスン・ライオンズの永久欠番である梁埈赫の背番号10

- 首位打者：4回（1993、1996、1998、2001）
- 最多安打（朝鮮語版）：2回（1996、1998)
- 新人王（朝鮮語版）：1993
- ゴールデングラブ賞：8回
外野手（1996、1997、2003）、指名打者（1998、2001、2006、2007）、一塁手（2004）
- サムスン・ライオンズ永久欠番（背番号10。2010年に制定）

### 背番号
- 10（1993年 - 1999年、2001年 - 2010年）
- 57（2000年）